# Continental Circus (album)
Continental Circus is een album van de Britse spacerockband Gong, uitgebracht in 1972. De elpee was bedoeld als de soundtrack voor de gelijknamige documentairefilm van Jerome Laperrousaz. De muziek werd al grotendeels in 1968 geschreven door Gilli Smyth en Daevid Allen.

## Nummers
| Nr. | Titel                            | Duur  |
| --- | -------------------------------- | ----- |
| 1.  | Blues for Findlay                | 11:18 |
| 2.  | Continental Circus World         | 4:13  |
| 3.  | What Do You Want?                | 9:04  |
| 4.  | Blues for Findlay (Instrumental) | 9:38  |

| Nr. | Titel                    | Duur  |
| --- | ------------------------ | ----- |
| 5.  | Blues for Findlay (live) | 10:00 |
| 6.  | Flying Teapot (live)     | 27:39 |

## Bezetting
- Daevid Allen: zang, gitaar.
- Didier Malherbe: saxofoons, fluit, zang.
- Pip Pyle: drums.
- Gilli Smyth: zang.
- Christian Titsch: basgitaar.

- MusicBrainz release group: 5247be37-9e9b-3e46-a0f2-5da8f727e226